# Carex makuensis
Carex makuensis är en halvgräsart som beskrevs av Pei Chun Qiong Li. Carex makuensis ingår i släktet starrar, och familjen halvgräs. Inga underarter finns listade i Catalogue of Life.